# Mitragyna hirsuta
Mitragyna hirsuta ist eine Pflanzenart aus der Gattung Mitragyna in der Familie der Rötegewächse (Rubiaceae). Das Verbreitungsgebiet erstreckt sich von der chinesischen Provinz Yunnan über Vietnam, Laos, Myanmar bis Kambodscha und Thailand.

## Beschreibung

### Vegetative Merkmale
Mitragyna hirsuta wächst als laubabwerfender, kleiner Baum, der Wuchshöhen von bis zu 20 Metern erreicht, jedoch selten Wuchshöhen von 10 Metern überschreitet. Der Stamm erreicht Brusthöhendurchmesser (DBH) von 20 Zentimetern. Die äußere Borke ist anfangs gelblich-grün, später grau, pockennarbig, sie löst sich in Schuppen ab und es sind Lentizellen vorhanden. Die innere Borke ist lachsfarben. Das Splintholz ist weiß. Die Rinde der stielrunden oder kantigen Zweige ist dicht flaumig behaart bis verkahlend und es sind Lentizellen vorhanden. Die vegetative Endknospe ist im Umriss eiförmig bis elliptisch und etwas abgeflacht.
Die gegenständig angeordneten Laubblätter sind in Blattstiel und Blattspreite gegliedert. Der kahle bis dicht flaumig behaarte Blütenstiel ist 5, meist 15 bis 30 Millimeter lang. Die einfache, pergamentartige Blattspreite ist bei einer Länge von meist 10 bis 18 (8 bis 30) Zentimetern sowie einer Breite von meist 4 bis 12 (2 bis zu 20) Zentimetern breit-eiförmig oder fast kreisrund bis breit-elliptisch oder eiförmig mit gerundeter oder breit stumpfer bis herzförmiger, selten keilförmiger Basis und gerundetem bis spitzem oberen Ende. Die Blattoberseite ist kahl und die -unterseite ist spärlich bis dicht flaumig behaart oder selten verkahlend. Die sechs bis zwölf Paare von Seitennerven sind ausgebreitet (der Winkel zwischen Mittelrippe und Seitennerven beträgt 15 bis 45°). Es sind spärlich bis dicht behaarte Domatien in den Verzweigungen der Blattnerven auf der Blattunterseite vorhanden. Die auf der Außenseite und manchmal am Kiel sowie den Nerven flaumig behaarten Nebenblätter sind bei einer Länge von 10 bis 20 Millimetern sowie einer Breite von 8 bis 15 Millimetern elliptisch-länglich bis eiförmig mit stumpfem bis gerundetem oberen Ende und etwas gekielt.

### Generative Merkmale
Die Blütezeit erfolgt in China von Juni bis Juli und im Dezember. Die endständig an wiederholt verzweigten Seitenzweigen stehenden, dicht flaumig behaarten, schirmrispigen bis pseu-dodoldigen Blütenstände bestehen jeweils aus meist 7 bis 15 (5 bis 30) sitzenden Teilblütenständen. Die kugeligen Teilblütenstände besitzen über die Blütenkelche gemessen einen Durchmesser von etwa 10 Millimetern und über die Blütenkronen gemessen einen Durchmesser von 20 bis 30 Millimetern. Die kahlen bis spärlich flaumig behaarten und/oder bewimperten Deckblätter sind bei einer Länge von 2,5 bis 3,5 Millimetern linealisch bis linealisch-spatelförmig und endet etwa auf gleicher Länge wie die Kelchlappen.
Die zwittrigen Blüten sind zygomorph und fünfzählig mit doppelter Blütenhülle. Die fünf kahlen Kelchblätter sind verwachsen. Die fünf kahlen bis spärlich behaarten Kelchlappen sind in der offenen Blüte aufsteigend und bei einer Länge von 1,5 bis 2,5 Millimetern verkehrt-lanzettlich bis spatelförmig oder linealisch bis linealisch-spatelförmig, ganzrandig bis bewimpert. Die Blütenkrone ist außen kahl und innen dicht behaart. Die fünf mehr oder weniger hell gelben, später oft orange-gelb werdenden Kronblätter sind verwachsen. Die Kronröhre ist bei einer Länge von 5 bis 6 Millimetern stieltellerförmig bis schmal-trichterförmig. Die fünf Kronlappen sind bei einer Länge von 2 bis 2,5 Millimetern schmal-elliptisch mit spitzem oberen Ende. Es ist ein Kreis mit fünf fertilen Staubblättern vorhanden. Die Staubfäden sind kurz bis fast sitzend. Die ausgebreiteten Staubbeutel sind 1,5 bis 2 Millimeter lang und überragen die Kronschlund. Zwei Fruchtblätter sind zu einem zweikammerigen, 1 bis 2 Millimeter hohen, kahlen Fruchtknoten verwachsen. Je Fruchtknotenkammer sind viele Samenanlagen vorhanden, die an einer fleischigen hängenden Plazenta im oberen Drittel des Septums angeordnet sind. Der Griffel endet in einer 1 bis 2 Millimeter langen Narbe, die die Kronröhre 5 bis 6 Millimeter überragt.
Die Früchte reifen in Yunnan im April oder im Dezember. Der Fruchtstand ist bei einem Durchmesser von 15 bis 20 Millimetern kugelig. Die kahle Kapselfrucht ist 5 bis 8 Millimeter lang, enthält viele Samen und wird vom haltbaren Kelch gekrönt. Die Samen sind mit einer Länge von etwa 1 Millimeter relativ klein und an beiden Enden geflügelt.

## Inhaltsstoffe
Die Laubblätter von Mitragyna hirsuta enthalten nach Brown et al. 2017 die Alkaloide: Mitraphyllin, Iso-Mitraphyllin, Iso-Mitraphyllin N-Oxid, Rhynchophyllin, Iso-Rhynchophyllin, Iso-Pteropodin, Iso-Mitraphyllinol, Hirsutein sowie Mitrajavin.

## Taxonomie
Die Erstbeschreibung von Mitragyna hirsuta erfolgte 1897 durch George Darby Haviland in Journal of the Linnean Society, Botany, Volume 33, Seite 72. Das Typusmaterial stammt von Jean Baptiste Louis Pierre (Nr. 1835), als Fundort ist Cochin China - Bao Chiang angegeben. Der Eintrag bei Kew für Habitat lautet Crescit ad Bao Chiang. Ein Synonym für Mitragyna hirsuta Havil. ist Paradina hirsuta (Havil.) Pit.

## Vorkommen
Mitragyna hirsuta in Vietnam, Laos, Myanmar, Kambodscha, Thailand und in der chinesischen Provinz Yunnan verbreitet. In Yunnan gedeiht Mitragyna hirsuta in Wäldern in Höhenlagen von 100 bis 1500 Metern.

## Nutzung
In den Heimatgebieten von Mitragyna hirsuta wird das Holz genutzt. Es wird in Naturbeständen geschlagen. Das harte Holz kann sehr gut als Bauholz verwendet werden. Es ist auch gutes Feuerholz.
Mitragyna hirsuta wird in der Volksmedizin verwendet. Es wird die Borke verwendet. In Laos wird aus der Borke ein Mittel gegen Hautjucken erzeugt.